# Jeanne Louise Garnier
Pour les articles homonymes, voir Garnier et Jeanne Garnier.
Jeanne Garnier, de son nom complet Jeanne Louise Garnier, épouse Chartier, surnommée Jeanine Garnier (née le 21 décembre 1912 à Mulhouse et morte le 1er mai 2005 à Albi) est une athlète et joueuse de basket-ball française.

## Biographie
De grande taille pour l'époque (1,70 m), Jeanne débute l'athlétisme et le basket-ball en 1931 au Cercle Athlétique de Mulhouse, où elle se démarque au niveau départemental dans les concours de sauts, en longueur et hauteur, et des lancers de poids et disque. En 1933, elle est championne de France de saut en longueur à Saint-Maur-des-Fossés et participe à la rencontre internationale Belgique-France à Bruxelles.
Mais c'est en basket-ball que la jeune Mulhousienne va s'illustrer. En 1934, elle décroche le titre de championne d'Europe et du monde avec l'équipe de France aux Jeux mondiaux de Londres. La formation composée de Lucienne Velu, Gilberte Flouret-Picot, Yvonne Santais (toutes les trois des Linnet's de Saint-Maur-des-Fossés), Simone Richalot (Reims) et Jeanne Garnier s'impose sur le court central du White City Stadium le 9 août face à la Pologne (36-20) et le 11 août face aux Cardinals du Presbyterian College de Durant (Oklahoma), représentantes de l'Amérique du Nord (34-23). En 1937, elle est la capitaine du Cercle Athlétique de Mulhouse qui est sacré champion de France après une victoire face aux Linnet's de Saint-Maur-des-Fossés à Nancy (42-40). Jeanne défend les couleurs tricolores au premier Championnat d'Europe sous l'égide de la FIBA disputé en 1938 à Rome où l'équipe de France dirigée par Paul Geist termine au quatrième rang avec une victoire (face à la Suisse) et trois défaites (Lituanie, Pologne et Italie). Réfugiée pendant la guerre à Périgueux, Jeanne, devenue Mme Chartier, décroche un deuxième sacre national en 1942 avec le Club olympique Périgueux-Ouest au Stade Coubertin de Paris face aux Linnet's (26-21).